# Suzanne Landells
Suzanne Landells (Australia, 12 de diciembre de 1964) es una nadadora australiana retirada especializada en pruebas de cuatro estilos, donde consiguió ser subcampeona olímpica en 1984 en los 400 metros.

## Carrera deportiva
En los Juegos Olímpicos de Los Ángeles 1984 ganó la medalla de plata en los 400 metros estilos, con un tiempo de 4:48.30 segundos, tras la estadounidense Tracy Caulkins y por delante de la alemana Petra Zindler (bronce con 4:48.57 segundos).